# 小奇兵 (電視電影)
《小奇兵》（英語：Caravan of Courage: An Ewok Adventure）是部1984年製作的電視電影。台灣於1985年2月18日上映。

## 概述
本片為介於『星際大戰』系列『帝國大反擊』與『絕地大反攻』中間的外傳故事。

## 關連條目
- 星際大戰六部曲：絕地大反攻
- 魔星傳奇（Ewoks: The Battle for Endor）：描述本作6個月後的電視電影續集。
- 小奇兵 (動畫)（Star Wars: Ewoks）：沿用本作中文譯名之相關動畫卡通影集。